# Celastrus rugosus
Celastrus rugosus är en benvedsväxtart som beskrevs av Alfred Rehder och Wilson. Celastrus rugosus ingår i släktet Celastrus och familjen Celastraceae. Inga underarter finns listade.